# Tesi di Cassiciacum

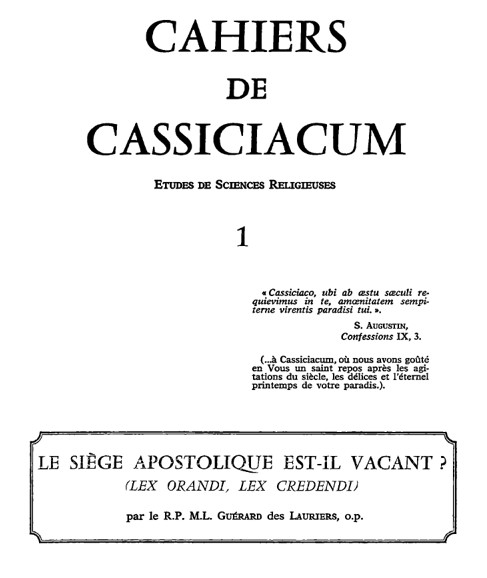
La prima pubblicazione della rivista Cahiers de Cassiciacum con il tema Le Siège Apostolique est-il vacant? (in italiano: La Sede Apostolica è vacante?).

La Tesi di Cassiciacum, che definisce le argomentazioni della posizione di resistenza cattolica del cosiddetto sedeprivazionismo, è una tesi teologica elaborata dal teologo domenicano francese Michel Guérard des Lauriers riguardante la situazione della Chiesa cattolica dopo il Concilio Vaticano II (1962-1965). Redatta una prima volta in una versione più ristretta, consistente in 18 pagine dattiloscritte datate nella Pasqua del 6 marzo nel 1978, è stata poi pubblicata nel N° 1 dei Cahiers de Cassiciacum (in lingua italiana Quaderni di Cassiciacum) nel maggio 1979.

## Origine del nome
Il genitivo di Cassiciacum attribuito alla Tesi, proviene dalla rivista Cahiers de Cassiciacum, nel cui primo numero (maggio 1979) tale tesi venne estensivamente formulata dal P. Guérard des Lauriers. Il nome latino richiama quello della località, oggi Cassago Brianza, dove Sant'Agostino d'Ippona nel 387 si ritirò in meditazione e preghiera prima di ricevere il battesimo.

## LaTesi
La Tesi sostiene che almeno dal 7 dicembre 1965 la Sede Apostolica sia da ritenersi formalmente vacante a seguito dell'approvazione della Dichiarazione Conciliare Dignitatis Humanae sulla libertà religiosa, documento che sarebbe assertore di una dottrina già solennemente condannata in passato dal Magistero della Chiesa.
Dal 1965 si ritiene quindi che la cattedra di San Pietro sia occupata solo materialmente dagli eletti dei conclavi convocati (tutti validi fino a prova del contrario). Le persone elette dai conclavi sarebbero rimaste solo in potenza "papi", in quanto soggetti umani meramente designati al papato, e quindi, propriamente e in senso stretto, non papi. Tali "papi" (impropriamente e in senso lato, in quanto solo canonicamente eletti), insegnando in veste di pastori della Chiesa dottrine già condannate come eretiche dal Magistero ecclesiastico, manifesterebbero pubblicamente di fatto di essere privi di quell'autorità di origine divina che preserva il papa dall'errore sia nel suo magistero straordinario che in quello ordinario e universale. Quella del papa è difatti un'autorità sovrannaturale che, previa un'elezione valida, solo Cristo, e non il conclave, attribuisce direttamente al suo vicario in terra, garantendone il carattere di infallibilità magisteriale e il primato giuridico. Se ne desume che al momento dell'accettazione dell'elezione al papato, gli eletti dal Conclave (almeno dal cardinale Giovanni Battista Montini sino a Robert Francis Prevost) abbiano accettato solo verbalmente e esteriormente, ponendo in realtà interiormente un ostacolo ("obice") all'accettazione, impedendo così la comunicazione da parte di Dio del carisma divino normalmente spettante. Tale ostacolo è individuato nella mancanza da parte dell'eletto dell'«intenzione oggettiva ed abituale di procurare e di realizzare il bene e il fine della Chiesa».
Questa situazione durerebbe fino a quando: (1) non ci fosse un ravvedimento dell'eletto (in seguito o meno ad una pubblica ammonizione da parte dei vescovi residenziali o di un concilio imperfetto) con la conseguente rimozione dell'ostacolo interno da lui opposto all'accettazione del papato, e l'inevitabile condanna degli errori eterodossi sanciti dal Concilio Vaticano II e di quelli perpetuati continuativamente negli anni tramite atti giuridicamente invalidi (promulgati cioè senza autorità effettiva): in quel momento l'eletto diverrebbe legittimamente papa; oppure quando (2) il concilio imperfetto, accertando la pertinacia nell'eresia e ratificando la deposizione dell'eletto già operata da Dio, provvederebbe a convocare il nuovo conclave.
La Tesi è sostenuta in Italia dall'Istituto Mater Boni Consilii, al quale Michel Guérard des Lauriers manifestò la propria simpatia, approvandone la finalità.